# Polimixină

Colistină

Polimixină B
(R=H în polimixina B1, R=CH_{3} în polimixina B2)

Polimixinele reprezintă o clasă de antibiotice utilizate în tratamentul infecțiilor bacteriene produse de bacterii Gram-negative. Cele două polimixine utilizate în terapie sunt polimixina B și colistina (sau polimixina E). Mecanismul de acțiune este predominant prin distrugerea membranei celulare bacteriene. Sunt compuși naturali produși de specia  Paenibacillus polymyxa.

## Utilizări medicale
Din cauză că sunt toxice pentru sistemul nervos și rinichi, polimixinele sunt folosite doar ca antibiotice de rezervă (doar pentru infecții grave cauzate de microorganisme multi-rezistente). Se utilizează în infecții cauzate de Pseudomonas aeruginosa sau de specii de Enterobacteriaceae secretoare de carbapenemaze.